# Instytut Farb i Lakierów
Instytut Farb i Lakierów – jednostka organizacyjna Ministerstwa Przemysłu Chemicznego, powołana w celu prowadzenie prac naukowo-badawczych w zakresie farb i lakierów celem zapewnienia rozwoju produkcji przemysłowej.

## Powołanie Instytutu
Na podstawie uchwały Rady Ministrów z 1953 r. w sprawie przekształcenia Centralnego Laboratorium Badawczego Farb i Lakierów w Instytut Farb i Lakierów oraz nadania mu statutu ustanowiono Instytut. Powołanie Instytutu pozostawało w ścisłym związku z ustawą z 1951 r. o tworzeniu instytutów naukowo-badawczych dla potrzeb gospodarki narodowej.  
Zwierzchni nadzór nad Instytutem sprawował Minister Przemysłu Chemicznego poprzez Zarząd Przemysłu Farb i Lakierów.
Siedzibą Instytutu były Gliwice.

## Podstawowe zadania Instytutu
Zadaniem Instytutu było prowadzenie prac naukowo-badawczych, mających na celu rozwój produkcji przemysłowej w dziedzinie inżynierii chemicznej, fizykochemii, fizyki oraz analizy technicznej, a w szczególności:
- organizowanie i prowadzenie prac naukowo-badawczych dla stworzenia podstaw zarówno teoretycznych jak i praktycznych dla nowych działów produkcji lub nowych metod wytwarzania i organizacji pracy,
- śledzenie postępu technicznego i naukowego oraz udzielanie opinii w sprawach związanych z postępem wiedzy i techniki,
- udoskonalanie i usprawnianie metod już stosowanych w przemyśle,
- inicjowanie nowych działów produkcji i współpraca przy ich organizowaniu,
- przeprowadzanie ekspertyz, zleconych prac technicznych i naukowo-badawczych,
- kształcenie przyszłych naukowców dla potrzeb własnych i innych instytutów naukowych oraz kształcenie personelu przemysłu w zakresie nowych metod lub nowych gałęzi przemysłu, nie uwzględnionych w programach szkolnictwa,
- współdziałanie w pracach zbiorowych, organizowanych przez inne instytuty i pracownie szkół wyższych i innych ośrodków badawczych w celu rozwiązania bardziej złożonych zagadnień,
- nawiązywanie i utrzymywanie łączności z odpowiednimi instytucjami i organizacjami za granicą,
- prowadzenie dokumentacji i informacji naukowej i naukowo-technicznej.

## Kierowanie Instytutem
Na czele Instytutu stał dyrektor, który kierował samodzielnie działalnością Instytutu i był za nią odpowiedzialny. Dyrektor zarządzał Instytutem przy pomocy jednego zastępcy. Zastępca miał przydzielony sobie zakres prac, za który odpowiadał przed dyrektorem. Dyrektora i jego zastępcę powoływał i odwoływał Minister Przemysłu Chemicznego.
Do zakresu działania dyrektora należało w szczególności:
- kierowanie całością prac naukowo-badawczych i organizacyjno-administracyjnych Instytutu,
- przedstawianie Radzie Naukowej do zaopiniowania projektów planów prac oraz preliminarzy dochodów i wydatków Instytutu,
- przedstawianie Ministrowi Przemysłu Chemicznego za pośrednictwem dyrektora Zarządu Przemysłu Farb i Lakierów do zatwierdzenia planów prac i preliminarzy dochodów i wydatków,
- tworzenie w ramach Instytutu za zgodą Ministra Przemysłu Chemicznego zakładów badawczych i doświadczalnych,
- zwoływanie konferencji i zjazdów naukowych,
- przedstawianie Ministrowi Przemysłu Chemicznego za pośrednictwem dyrektora Zarządu Przemysłu Farb i Lakierów sprawozdań z działalności Instytutu.

## Rada Naukowa
Przy Instytucie działała Rada Naukowa, która składała się z przewodniczącego, jego zastępcy oraz co najmniej 6 członków powołanych przez Ministra Przemysłu Chemicznego na okres 3 lat spośród przedstawicieli nauki i znawców zagadnień wchodzących w zakres działania Instytutu.
Przewodniczący Rady i jego zastępca oraz członkowie mogli być odwołani przed upływem kadencji. Dyrektor i pracownicy Instytutu nie mogli wchodzić w skład Rady.
Do zakresu działania Rady Naukowej należało:
- inicjowanie prac naukowo-badawczych,
- opiniowanie planów prac oraz preliminarzy dochodów i wydatków Instytutu,
- wypowiadanie się w sprawach dotyczących organizacji Instytutu,
- rozpatrywanie innych spraw na zlecenie Ministra Przemysłu Chemicznego lub na wniosek przewodniczącego Rady.

## Organizacja Instytutu
Komórki organizacyjne Instytutu dzieliły się na naukowe i usługowe. Komórki naukowe realizowały zasadnicze zadania Instytutu a komórki usługowe wykonywały funkcje pomocnicze w stosunku do komórek naukowych, w szczególności załatwiały sprawy: personalne, budżetowo-rachunkowe i gospodarcze.
W skład Instytutu wchodziły następujące komórki organizacyjne i stanowiska pracy:
- starszy planista,
- referent personalny,
- dział budżetowo-administracyjny,
- sekcja ogólnotechniczna,
- laboratorium analityczne,
- laboratorium fizyko-chemiczne,
- zakład badawczy,
- zakład technologiczny.